# Rue de la Miséricorde
Rue de la Miséricorde (en portugais du Brésil, Bom-Crioulo) est un roman d'Adolfo Caminha publié en 1895.

## Résumé
Bom-Crioulo est le surnom d'Amaro, un marin mulâtre qui se lie avec un mousse, Aleixo. 
À terre, ils louent un grenier dans la maison de Carolina, une connaissance de Bom-Crioulo, pour se voir en cachette. 
Quand Amaro est transféré, Carolina séduit Aleixo. Lorsqu'il découvre sa trahison, l'amant trompé castre Aleixo.

## Réception
Ce roman est l'un des premiers à aborder le sujet de l'homosexualité, qui plus est au Brésil, de manière claire, avant Escal-Vigor de Georges Eekhoud (1899). Il a fait scandale pour son sujet et pour son traitement naturaliste proche de romans de Zola comme La Bête humaine (1890).
Il est paru en traduction française aux Éditions Métailié, en 2007. Il a également été traduit par Un amour d'ébène paru en 2010 aux Quintes-Feuilles.